# 維克托·索科洛夫
維克托·尼古拉耶維奇·索科洛夫（羅馬化：Viktor Nikolayevich Sokolov；1962年4月4日—），俄羅斯海軍上將，曾于2022年至2024年担任黑海艦隊司令。
2016年，索科洛夫擔任北方艦隊副司令，負責指揮北方艦隊的一支特遣部隊參與俄羅斯在敘利亞內戰的軍事介入，其被派往敘利亞沿岸參與行動。在執行為時幾個月的行動後，索科洛夫得到了俄羅斯總參謀長瓦列里·格拉西莫夫大將的感謝，其並隨特遣部隊返回俄羅斯北方艦隊基地。2020年1月，他辭去北方艦隊副司令職務，擔任庫茲涅佐夫海軍學院校長。2022年8月，在俄羅斯入侵烏克蘭期間，他接任黑海艦隊指揮權。
烏克蘭稱索洛科夫於2023年9月22日在捕蟹器行動中身亡，當時其在克里米亞塞瓦斯托波爾的俄羅斯黑海艦隊總部被烏克蘭發射的暴風影導彈擊中，但他的死訊尚未得到俄羅斯證實，几日后俄罗斯发布其参与颁奖仪式的视频，但该仪式发生在9月20日，即袭击发生前。
2024年2月15日，俄国军事消息称索科洛夫因早前凯撒·库尼科夫号大型登陆舰被击沉一事被辞退黑海舰队司令职务。

## 生平
索科洛夫出生於1962年4月4日。他於1980年8月1日就讀列寧格勒的伏龍芝高等海軍學校，並於1985年6月30日畢業。1985年8月至1987年8月，他在太平洋艦隊擔任里加級護衛艦SKR-61的魚雷作戰指揮官，這是他的第一個任務。1987年8月至1989年10月，其被調任納蒂亞級掃雷艦錨號掃雷艦同一部門擔任指揮官 。在那個月，他轉任為索尼亞級掃雷艦BT-51的魚雷作戰指揮官，直到1990年12月為止。1990年12月至1991年12月，索科洛夫返回錨號掃雷艦擔任助理指揮官。1992年9月至1993年9月擔任錨號掃雷艦姊妹船薩伊德號掃雷艦的指揮官。1991年至1992年，在他擔任這些職位期間，其參加並完成高級特別軍官課程。2024年3月5日，国际刑事法院对維克托·索科洛夫发出逮捕令。
他已婚，育有三個兒子。

## 事蹟

### 太平洋艦隊和北方艦隊時期（1998年—2013年）
索科洛夫隨後於1993年9月至1994年9月被任命為第187掃雷師參謀長，隨後於1994年9月至1995年8月擔任太平洋艦隊第81掃雷師師長。其同年9月1日就讀庫茲涅佐夫海軍學院，並於1998年7月30日畢業。
索科洛夫於1998年重返太平洋艦隊後，擔任艦隊總部作戰管理部部長，直至2000年6月為止。2002年至2004年9月，其擔任濱海邊疆區艦隊第165水面艦艇旅參謀長，9月起任該旅旅長。隨後，他再次因訓練目的而被借調，從2004年9月至2006年7月在俄羅斯總參謀部軍事學院就讀高級課程，然後再次返回太平洋艦隊，同年8月起任濱海邊疆區艦隊副司令。2010年8月，他晉升為艦隊司令，一直任職到2012年9月，其調到北方艦隊指揮支隊科拉艦隊。2013年8月任北方艦隊副司令。

### 北方艦隊兼敘利亞行動司令（2013年—2020年）
在2016年中期，索科洛夫被指派指揮一支北方艦隊的分遣隊，以庫茲涅佐夫號航空母艦和彼得大帝號戰列巡洋艦為基地，參與俄羅斯在敘利亞內戰的軍事介入。該戰鬥群於2016年10月15日離開北莫爾斯克。2016年11月15日，俄羅斯軍事領導層宣布，庫茲涅佐夫號的空中部隊首次投入戰鬥敘利亞的軍事行動中。俄羅斯在敘利亞的軍事行動指揮官安德烈·卡爾塔波洛夫上將宣佈對戰鬥行動的評估，指俄羅斯海軍航空兵執行了420架次，其中117次在夜間，打擊了1252個目標。此外，還有超過750架次執行搜索和救援、航空運輸支援、空中偵察和維持空中優勢等任務。據報導指，海軍上將格里戈洛維奇號護衛艦在2016年11月15日發射了口徑導彈攻擊伊斯蘭國目標。2017年1月6日，俄羅斯總參謀總長瓦列里·格拉西莫夫感謝索科洛夫在海上特遣部隊的服務，並指示他準備從作戰區撤離，並返回北莫爾斯克的艦隊基地。
2018年9月，索科洛夫在「海洋盾牌」演習中擔任了領導角色，這是俄羅斯現代史上第一次在地中海舉行的演習。四支俄羅斯艦隊以及裏海艦隊共派出了25艘船艦，包括2艘潛艇，以及30多架飛機和直升機參加演習。

### 庫茲涅佐夫海軍學院校長（2020年—2022年）
索科洛夫擔任北方艦隊副司令近七年後，於2020年1月17日被任命為庫茲涅佐夫海軍學院校長。

### 黑海艦隊司令（2022年—2024年）
《俄新社》於2022年8月17日宣佈，索科洛夫海軍中將接替伊戈爾·奧西波夫海軍上將擔任黑海艦隊司令。後者在2022年俄羅斯入侵烏克蘭擔任黑海艦隊司令期間，艦隊旗艦莫斯科號巡洋艦被烏克蘭武裝部隊擊沉，並被其轟炸塞瓦斯托波爾以北約70公里的薩基空軍基地。
2023年6月6日，索科洛夫獲授予俄羅斯聯邦海軍上將軍銜。
2024年2月，在乌克兰宣称击沉黑海舰队登陆舰凯撒·库尼科夫号后，索科洛夫被解除职务。

#### 捕蟹器行動及其生死（2023年）
2023年9月22日，位於塞瓦斯托波爾的黑海艦隊總部被烏克蘭暴風影導彈襲擊，俄羅斯國防部先是宣佈空襲中1名軍人死亡，後改稱爲1名軍人失蹤。不過，根據俄羅斯媒體的非官方數據，至少有10人死亡。網路上有消息稱其中一枚導彈打中索科洛夫的辦公室。烏克蘭國防部情報總局局長基里洛·布達諾夫在襲擊后首次回應外界時，稱空襲中造成至少9人死亡、16人受傷，傷者包括亞歷山大·羅曼丘克上將，而奧列格·采科夫中將昏迷不醒，但他沒有證實索科洛夫是否在空襲中身亡。9月25日，烏克蘭國防部發佈消息稱，俄黑海艦隊司令索科洛夫海軍上將在22日的導彈襲擊中被炸死。
然而俄羅斯國防部聲稱索科洛夫於9月26日出席俄国防部会议並發佈其現身影片，間接否認索科洛夫死訊；克里姆林宮發言人德米特里·佩斯科夫被問及索科洛夫生死時，稱國防部沒有提供相關資訊，因而無話可說。9月27日，红星电视台播放索科洛夫當日為第810獨立近衛海軍旅授予烏沙科夫勳章的片段，視頻中的索科洛夫接受記者采访。但《烏克蘭真理報》發現該旅已在8月獲得烏沙科夫勳章，並被塞瓦斯托波爾市長米哈伊爾·拉茲沃扎耶夫提及，其質疑該影片的拍攝日期。
此外，9月27日，俄罗斯媒体发布了另外一段以索科洛夫为主角的视频。 据报道，是他为塞瓦斯托波尔足球俱乐部颁奖成員“頒獎”；尽管俱乐部本身此前曾表示该仪式将于9月20日举行。9月19日，克里米亚足球联盟网站上发布了球员们赛后拍摄的照片，所有球员所获得的奖牌都与据称索科洛夫9月27日授予的奖牌非常相似。
在俄罗斯否认索科洛夫死亡后，乌克兰方面改口表示有關索科洛夫死亡的消息是来自“公开消息来源”。

## 榮譽
- 四級祖國功勳勳章[9]
- 納希莫夫勳章[9]
- 軍功勳章[9]
- 海軍功勳勳章[9]